# Gert Peens
Pas d'image ? Cliquez ici

a Compétitions nationales et continentales officielles uniquement.

b Matchs officiels uniquement.
Gert Peens, né le 22 mars 1974 à Germiston (Afrique du Sud), est un joueur de rugby à XV sud-africain, ayant représenté la sélection italienne, jouant au poste d'arrière (1,82 m pour 92 kg) puisqu'il avait déjà passé plus de trois ans dans le championnat italien et qu'il n'avait pas été sélectionné en équipe d'Afrique du Sud.

## Biographie

### Carrière en équipe nationale
Gert Peens a honoré sa première cape internationale le 2 mars 2002 contre le pays de Galles, dans le cadre du tournoi (défaite 44-20).

## Palmarès
- 23 sélections pour l'Équipe d'Italie de rugby à XV.
- 18 transformations, 22 pénalités, 1 drop
- 105 points
- Tournoi des Six Nations disputés : 2002, 2003, 2005.
- Sélections par année : 8 en 2002, 7 en 2003, 1 en 2004, 5 en 2005, 2 en 2006.
- Coupe du monde disputée : 2003 (1 match, 1 comme titulaire).